# Абордажная команда
Абордажная команда (абордажная партия) — специально подготовленная группа (часть личного состава), оснащённая специальным абордажным снаряжением (пистолеты, сабли, кошки, топоры, абордажные мечи), основной задачей которой является ведение рукопашного боя во время абордажа, а также сцепления кораблей для передачи (приёма) грузов.
На старинных пиратских кораблях квартермейстером (квартердек-мастер) назывался первый заместитель капитана, он же — командир абордажной команды. В случае гибели или смещения капитана был первым кандидатом на занятие освободившейся должности.
Джон Сильвер на «Морже» у Флинта (в романе шотландского писателя Роберта Стивенсона Остров сокровищ) выполнял обязанности квартирмейстера.